# Карто, Жан-Франсуа
Жан-Франсуа Карто (фр. Jean-François Carteaux) (31 января 1751 года — 12 апреля 1813 года) — французский генерал эпохи революционных войн.

## Биография
Родился в Гуэнане, в семье драгуна. Воспитывался в гарнизонах, где служил его отец. В 1759 году последовал за своим отцом в Дом инвалидов, где он получил образование в соответствии с его положением. Художник Габриэль-Франсуа Дуайен работавший над росписью капеллы св. Григория в церкви Дома инвалидов, заметив в молодом Карто способности к рисованию, взял его под свою опеку.
Карто быстро добился успехов как художник, но военное воспитание заставило его пойти в армию. Он служил в драгунских и пехотных полках до 1777 года. После отставки он вновь занялся живописью, но из-за долгов был вынужден покинуть Францию. Под чужим именем он жил в Дрездене, Санкт-Петербурге, Варшаве и Берлине.
Возвратившись во Францию во время Революции, он продолжал рисовать и выполняет несколько заказов, среди которых портрет маркиза Лафайета (1790 г.) и последний портрет Людовика XVI в ранге конституционного монарха (1791 г.). 15 июля 1792 года ему был вручён крест Св. Людовика.
Он возобновил военную карьеру в революционной армии и стал адъютантом начальника национальной гвардии Лафайета. Вскоре он получил звание лейтенанта-полковника парижской национальной гвардии и отличился при беспорядках 10 августа 1792 года. 15 мая 1793 года его назначили бригадным генералом Альпийской армии.
Отправленный против повстанцев роялистов на юге Франции одержал череду побед, 13 июля 1793 года он разгромил роялистов в Пон-Сент-Эспри. 25-го июля с революционной армией он  вошёл в Авиньон.
Стендаль писал в своей книге о Наполеоне: «За то время, которое Наполеону для выполнения возложенной на него задачи пришлось провести в Авиньоне, он имел случай убедиться в полной бездарности генералов обеих враждующих сторон, как роялистов, так и республиканцев. Известно, что Авиньон сдался Карто, который из плохого живописца стал ещё более плохим генералом. Молодой капитан написал памфлет, где высмеял историю этой осады; он озаглавил его: «Завтрак трех военных в Авиньоне» (Эта брошюра Наполеона на самом деле была озаглавлена «Ужин в Бокере») (1793 г.). По возвращении из Парижа в Итальянскую армию Наполеон получил приказ принять участие в осаде Тулона. Этой осадой опять-таки руководил Карто, смехотворный генерал, на всех смотревший как на соперников и столь же бездарный, как и упрямый. Тулон был взят, а Бонапарт произведен в батальонные командиры. Однажды вскоре после этого он показывал своему брату Луи осадные сооружения; он обратил его внимание на участок, где Карто неумелой атакой причинил республиканской армии потери столь же значительные, как и напрасные».
25 августа Карто уже дивизионным генералом захватил восставший Марсель.
5 сентября Конвент назначил его руководить армией, осаждающей Тулон. Свою штаб-квартиру он расположил на бастиде Монтобана Ольюля, с которой открывалась панорама на гавань Тулона. Его начальник артиллерии, подполковник Эльзеар-Август Кузен де Доммартен был ранен в сентябре 1793 года, его заменил молодой капитан Наполеон Бонапарт, которого Карто не ценил и который, тем не менее, будет играть решающую роль во взятии этого города.
Карто, оставшийся в Марселе, в декабре 1793 года был арестован по приказу Комитета общественного спасения и заключён в тюрьму Консьержери 2 января 1794 года.
Выйдя на свободу после дня 9-го Термидора, он получил поручение правительства возглавить наблюдательный корпус в Нормандии у Шербура, предназначенный поддержать армию генерала Гоша на Западе. Вскоре его опять отстранили от командования. Он энергично протестовал и вскоре восстановился в звании. В октябре 1795 года он защищал Директорию и остановил роялистскую колонну около Лувра.
В 1801 году Первый консул назначил его одним из администраторов национальной лотереи, а в 1804 году доверил ему  временную администрацию княжества Пьомбино.
Вернувшись во Францию в 1805 году, он получил от Императора  пенсию по старости и с того времени полностью удалился от дел.
Он умер в Париже 12 апреля 1813 года.

## Образ в кино
- «Наполеон» (немой, Франция, 1927) — актёр Леон Куртуа[фр.]
- «Наполеон: путь к вершине» (Франция, Италия, 1955) — актёр Марсель Валли[фр.]